# Comerica Park
El Comerica Park és un estadi de beisbol a l'aire lliure situat al centre de Detroit, Michigan, Estats Units. És l'estadi on juguen com a locals els Detroit Tigers de les Grans Lligues de Beisbol, en substitució del Tiger Stadium en el 2000.
L'estadi porta el nom del Comerica Bank, que va ser fundat a Detroit i es va assentar allà quan l'estadi va obrir. La seu del Comerica Bank ja s'ha mogut a Dallas, tot i que el banc encara conserva una gran presència a Detroit. L'aforament de l'estadi és de 41.297 espectadors. L'estació de tren Detroit People Moure es troba a prop de l'estadi (en el Grand Circus Park). El Comerica Park es troba en el lloc original de la Facultat de Dret de Detroit.
El Comerica Park va ser l'escenari del Joc de les Estrelles de l'any 2005.